# Badian
Badian (Bayan ng Badian) är en kommun i Filippinerna. Kommunen tillhör provinsen Cebu och ligger på ön med samma namn. Folkmängden uppgår till 11 532 invånare.

## Bildgalleri

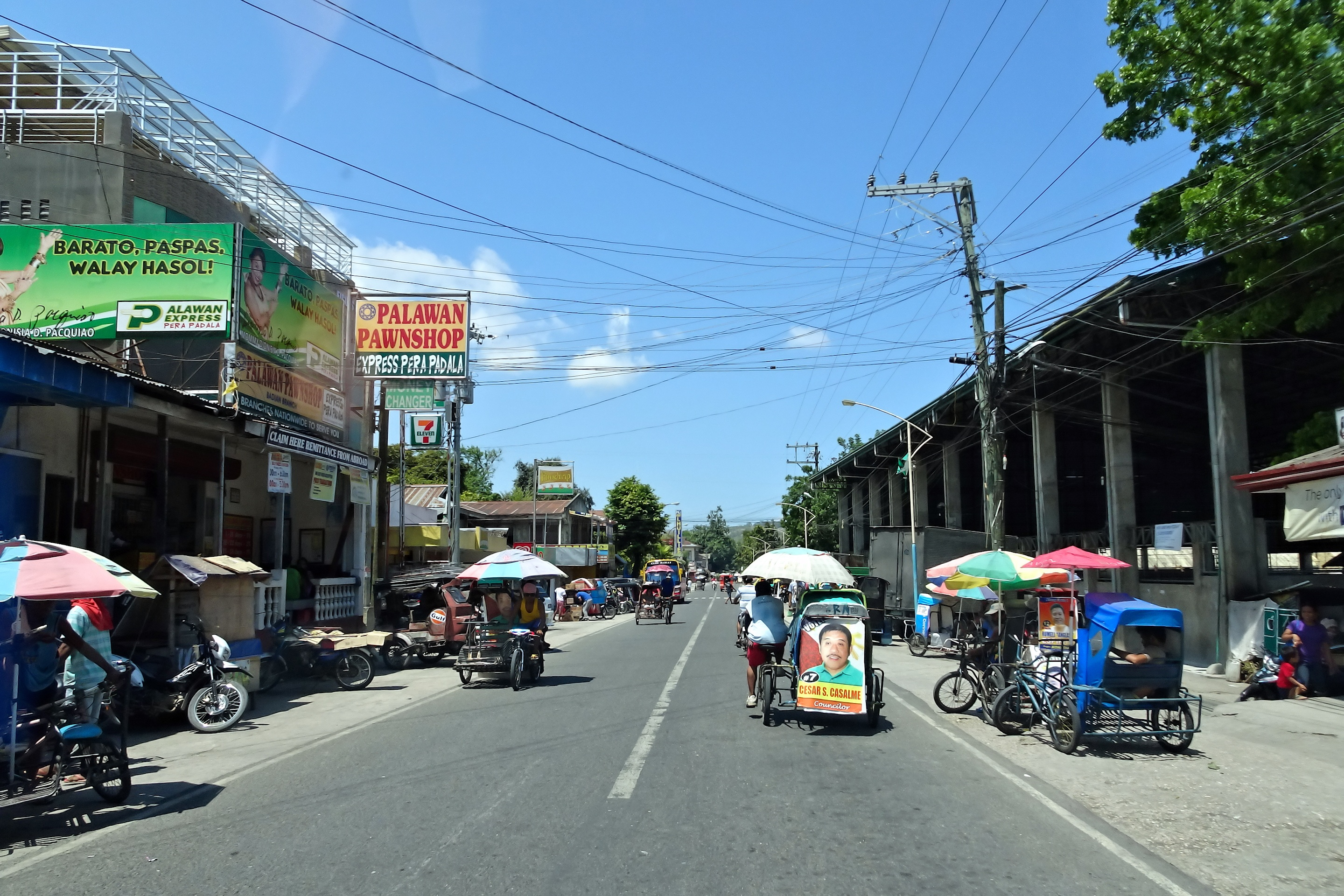
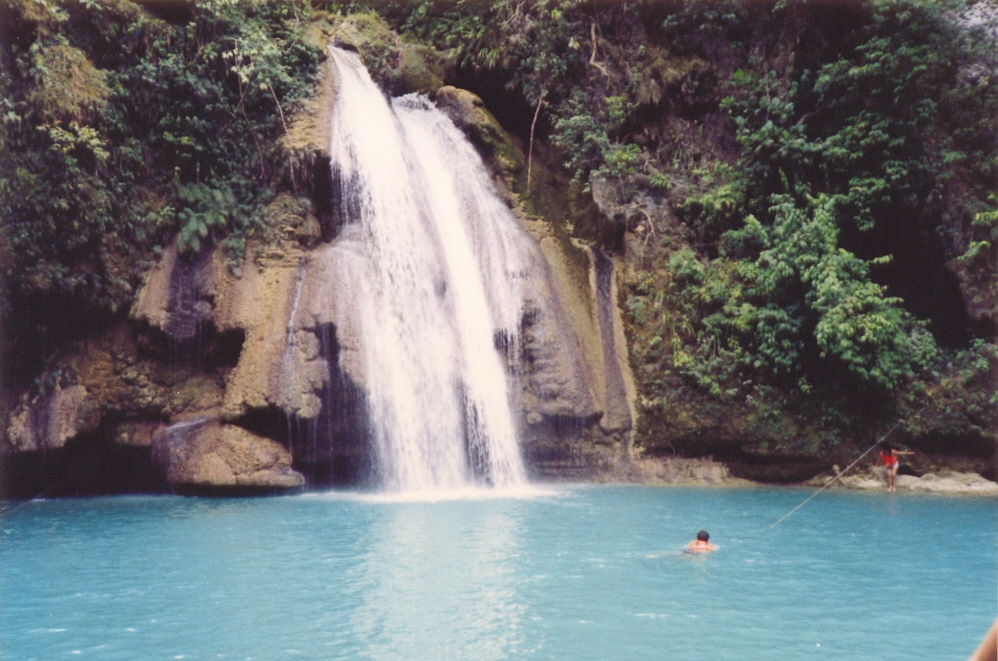

## Barangayer
Badian är indelat i 29 barangayer.
| - Alawijao - Balhaan - Banhigan - Basak - Basiao - Bato - Bugas - Calangcang - Candiis - Dagatan - Dobdob - Ginablan - Lambug - Malabago - Malhiao | - Manduyong - Matutinao - Patong - Poblacion - Sanlagan - Santicon - Sohoton - Sulsugan - Talayong - Taytay - Tigbao - Tiguib - Tubod - Zaragosa |